# Drouville
Drouville ist eine französische Gemeinde mit 207 Einwohnern (Stand 1. Januar 2022) im Département Meurthe-et-Moselle in der Region Grand Est (vor 2016 Lothringen). Sie gehört zum Arrondissement Lunéville und zum Kanton Lunéville-1. Die Einwohner nennen sich Drouvillois(es).

## Geografie
Die Gemeinde liegt etwa 17 Kilometer ostsüdöstlich von Nancy im Süden des Départements Meurthe-et-Moselle. Drouville liegt in einer Ebene und besteht aus dem Dorf Drouville und wenigen Einzelgehöften. Nachbargemeinden sind Courbesseaux im Nordosten, Serres im Osten, Maixe im Südosten, Crévic im Süden, Haraucourt im Südwesten sowie Gellenoncourt im Westen.

## Geschichte
Der Ort wurde bereits früh besiedelt. Dies belegten Grabungen, die Funde aus gallo-römischer und merowingischer Zeit zutage förderten. Der Ort wird 1135 indirekt (Theodoricus de Drouvilla) unter dem Namen Drouvilla erstmals in einem Dokument der Abtei Beaupré erwähnt. Im Mittelalter wechselten die regierenden Familien (darunter die Grafen von Mahuet und die Grafen von Gâtinois). Durch den Dreißigjährigen Krieg und die Pest sank die Einwohnerzahl bis 1660 auf nur noch 5 Bewohner. 1712 waren es bereits wieder 48 Einwohner. Drouville gehörte zur Vogtei (Bailliage) Lunéville und somit zum Herzogtum Lothringen, das 1766 an Frankreich fiel. Bis zur Französischen Revolution lag die Gemeinde dann im Grand-gouvernement de Lorraine-et-Barrois. Im Ersten Weltkrieg wurde der Ort völlig zerstört. Darunter auch das Schloss, das nie mehr wiederaufgebaut wurde. Von 1793 bis 1801 war die Gemeinde dem Distrikt Lunéville zugeteilt. Drouville wechselte mehrfach den Kanton. Von 1793 bis 1801 war sie Teil des Kantons Crévic, von 1801 bis 2015 des Kantons Lunéville-Nord und seither des Kantons Lunéville-1. Seit 1801 ist Drouville zudem dem Arrondissement Lunéville zugeordnet. Die Gemeinde lag bis 1871 im alten Département Meurt(h)e. Seither bildet sie einen Teil des Départements Meurthe-et-Moselle.

## Bevölkerungsentwicklung
| Jahr \| 1962               | 1968 | 1975 | 1982 | 1990 | 1999 | 2007 | 2019 |     |
| Einwohner                  | 164  | 161  | 163  | 158  | 161  | 155  | 164  | 212 |
| Quellen: Cassini und INSEE |      |      |      |      |      |      |      |     |

## Verkehr
Drouville liegt fernab von überregionalen Verkehrsverbindungen. Für den regionalen Verkehr ist die D70 wichtig, die durch das Dorf führt.

## Sehenswürdigkeiten
- Dorfkirche Saint-Martin; romanischer Turm und Kirchenschiff aus dem 18. Jahrhundert
- Denkpmal und Gedenkplatte für die Gefallenen[2][3]
- Gedenkstätte für gefallene französische Soldaten[4]
- Wegkreuz an der Route d’Haraucourt

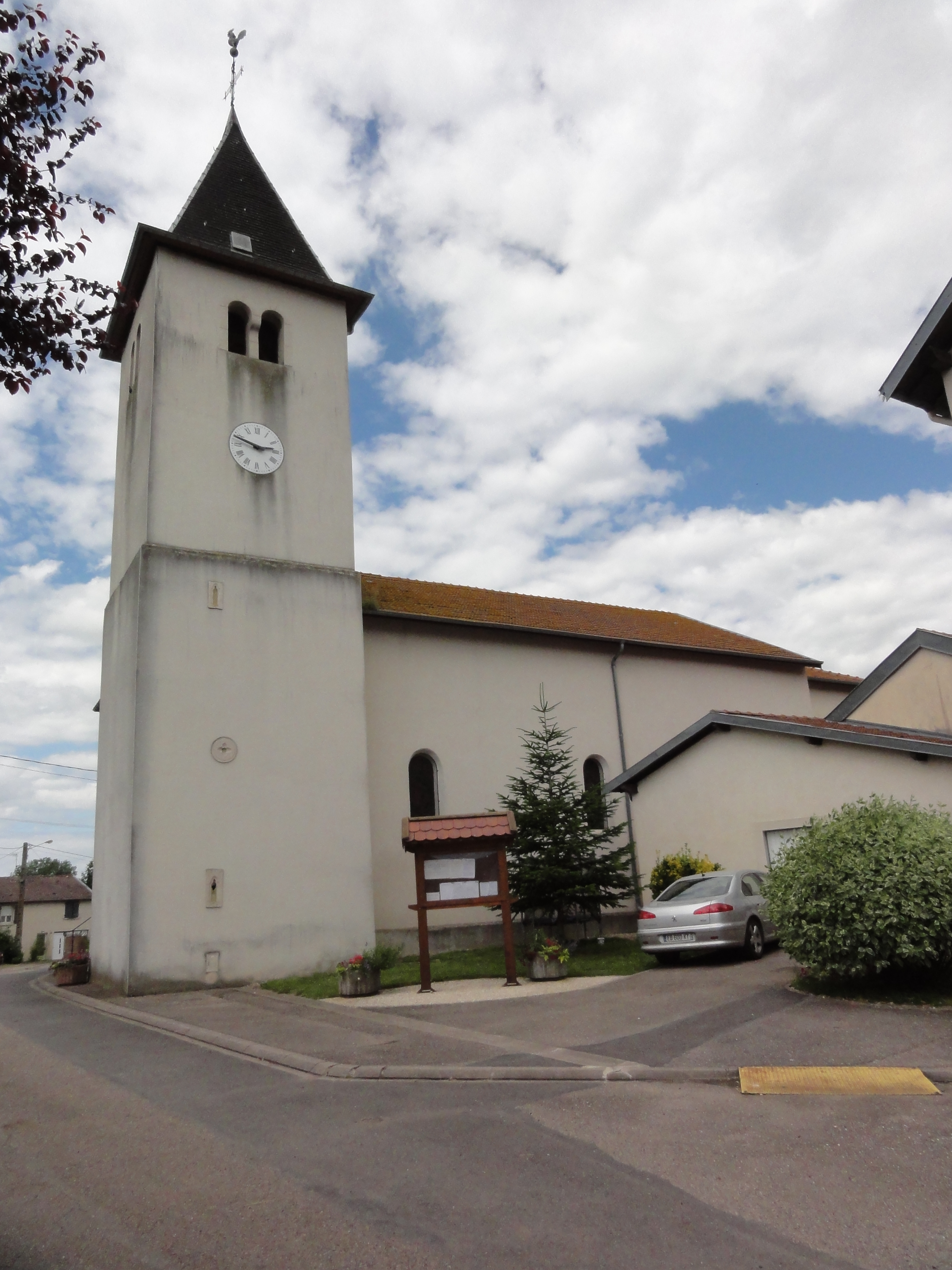
Dorfkirche Saint-Martin
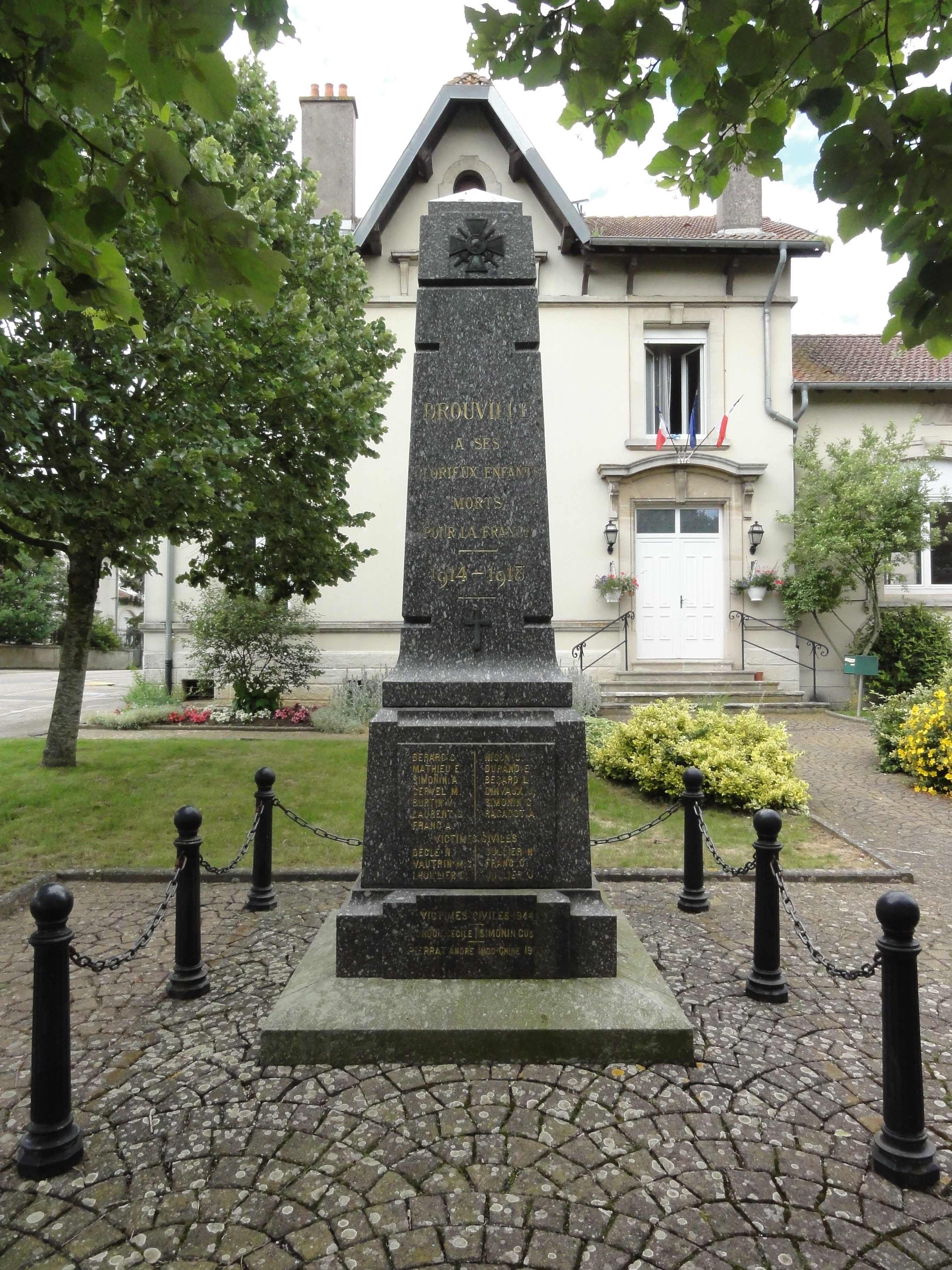
Denkmal für die Gefallenen
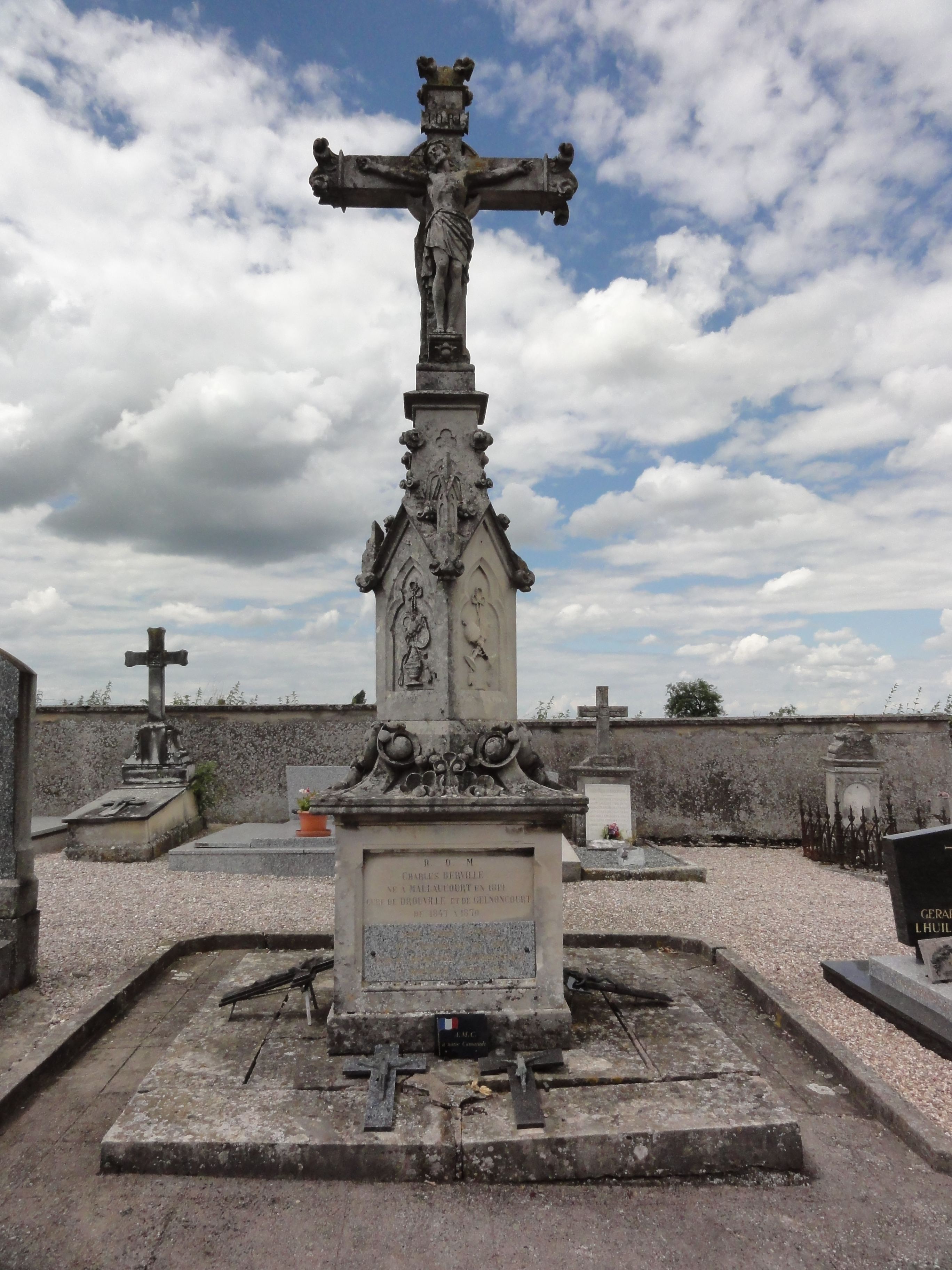
Kreuz auf dem Dorffriedhof
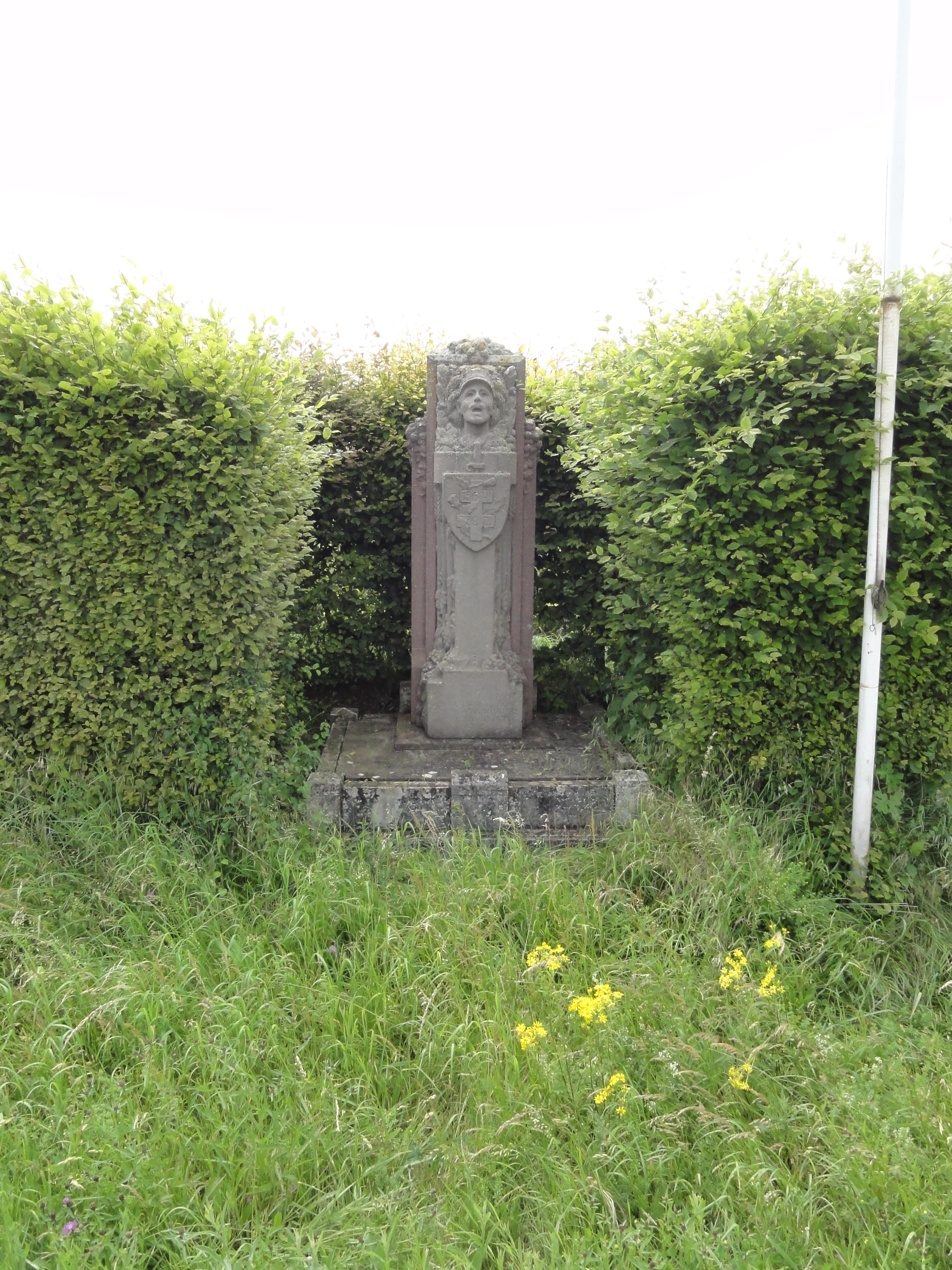
Gedenkstätte für die Gefallenen der Einheit 156e R.I.